# Dvojiško iskanje
Dvojiško iskanje (ali binarno iskanje) je optimalni algoritem za iskanje v urejeni tabeli, ki temelji na strategiji deli in vladaj.
Hitrejše iskanje je v splošnem mogoče, če se porazdelitev elementov v tabeli vnaprej pozna ali pa se jo med iskanjem oceni. Ta algoritem se imenuje interpolacijsko iskanje.

## Opis
Algoritem na začetku za interval preiskovanja vzame celotno tabelo, nato pa v vsakem naslednjem koraku vzame element na sredini intervala in ga primerja z iskanim ključem. Če je element večji od ključa, potem element postane nova zgornja meja intervala, sicer postane nova spodnja meja. Iskanje se zaključi, ko se naleti na iskani element, ki je enak ključu. Če takega elementa ni, pa se iskanje zaključi, ko se zgornja in spodnja meja intervala preiskovanja prekrijeta.

## Zahtevnost
V najboljšem primeru (če je iskani element na srednjem indeksu tabele) je časovna kompleksnost algoritma {\displaystyle O(1)\,}.
Iskanje poteka tako, da se pri vsakem koraku izloči polovica podatkov, zato je časovna zahtevnost dvojiškega iskanja {\displaystyle O(\operatorname {log} n)\,}, kjer je {\displaystyle \operatorname {log} \,} dvojiški logaritem.

## Zapis

### Rekurzivno
Algoritem je mogoče zapisati na več načinov, najbolj enostavno z uporabo rekurzije.
Ko prvič pokličemo funkcijo, ji podamo tabelo z vrednostmi, ki so razvrščene v naraščajočem vrstnem redu, iskano vrednost ter prvi in zadnji indeks v tabeli.
Algoritem nato poišče srednjo vrednost, se odloči v kateri podmnožici je rešitev in opravi rekurzivni klic s to podmnožico (tabelo).
```
int
 
dvojiskoIskanje
(
int
 
tabela
[],
 
int
 
kljuc
,
 
int
 
levi
,
 
int
 
desni
)

{

  
if
 
(
levi
 
>
 
desni
)

    
// Tabela je prazna, kljuc ni bil najden

    
return
 
-1
;

  
else

    
{

      
// Izračunaj indeks srednjega elementa

      
int
 
srednji
 
=
 
(
levi
 
+
 
desni
)
 
/
 
2
;

     

      
if
 
(
kljuc
 
<
 
tabela
[
srednji
])

        
// Ključ je v spodnji podmnožici

        
return
 
dvojiskoIskanje
(
tabela
,
 
kljuc
,
 
levi
,
 
srednji
 
-
 
1
);

      
else
 
if
 
(
kljuc
 
>
 
tabela
[
srednji
])

        
// Ključ je v zgornji podmnožici

        
return
 
dvojiskoIskanje
(
tabela
,
 
kljuc
,
 
srednji
 
+
 
1
,
 
desni
);

      
else

        
// Ključ je najden

        
return
 
srednji
;

    
}

}

```

### Iterativno
Ravno tako je algoritem za dvojiško iskanje mogoče napisati iterativno, z uporabo dveh spremenljivk, glede na kateri se krči podmnožica za iskanje.
```
int
 
dvojiskoIskanje
(
int
 
tabela
[],
 
int
 
kljuc
,
 
int
 
levi
,
 
int
 
desni
)

{

  
while
 
(
levi
 
<=
 
desni
)
 

  
{

      
//Izračunaj indeks srednjega elementa

      
sredina
 
=
 
(
levi
 
+
 
desni
)
 
/
 
2
;

      
if
 
(
kljuc
 
>
 
tabela
[
sredina
])

          
// Ključ je v zgornji podmnožici

          
levi
 
=
 
sredina
 
+
 
1
;

      
else
 
if
 
(
kljuc
 
<
 
tabela
[
sredina
])

          
// Ključ je v spodnji podmnožici

          
desni
 
=
 
sredina
 
-
 
1
;

      
else

          
// Ključ je najden

          
return
 
sredina
;

  
}

  
//Ključa ni v tabeli

  
return
 
-1
;

}

```